# American Country Awards
Les American Country Awards est une cérémonie de remise de récompenses dans le domaine de la musique country. Créée par le réseau Fox en 2010, ce prix honore les artistes country à travers plusieurs catégories. Avec les CMA Awards, les ACM Awards et les CMT Music Awards, c'est le quatrième grand prix consacré à la musique country. La première cérémonie a eu lieu au MGM Grand Garden Arena de Las Vegas, le 6 décembre 2010.

## 2010
La première cérémonie a été présentée par Trace Adkins.
| Catégorie                                | Gagnant                                           | Nomination                                                |
| ---------------------------------------- | ------------------------------------------------- | --------------------------------------------------------- |
| Artiste de l'année                       | Carrie Underwood                                  | - Zac Brown Band                                          |
| Artiste masculin de l'année              | Brad Paisley                                      | - Keith Urban                                             |
| Artiste féminine de l'année              | Carrie Underwood                                  | - Taylor Swift                                            |
| Duo ou Groupe de l'année                 | Lady Antebellum                                   | - Zac Brown Band                                          |
| Révélation de l'année                    | Easton Corbin                                     | - The Band Perry                                          |
| Album de l'année                         | Carrie Underwood - Play On                        | - Josh Turner - Haywire                                   |
| Single de l'année                        | Lady Antebellum - "Need You Now"                  | - Josh Turner - "Why Don't We Just Dance"                 |
| Single de l'année d'un artiste masculin  | Josh Turner - "Why Don't We Just Dance"           | - Joe Nichols - "Gimme That Girl"                         |
| Single de l'année d'une artiste féminine | Carrie Underwood - "Cowboy Casanova"              | - Kellie Pickler - "Didn't You Know How Much I Loved You" |
| Single de l'année d'un duo ou groupe     | Lady Antebellum - "Need You Now"                  | - Zac Brown Band - "Toes"                                 |
| Single de l'année d'une révélation       | Easton Corbin - "A Little More Country Than That" | - Josh Thompson (en) - "Beer on the Table"                |
| Tournée de l'année                       | Carrie Underwood - "Play On Tour"                 | - Taylor Swift - "Fearless Tour"                          |
| Clip vidéo de l'année                    | Blake Shelton ft. Trace Adkins - "Hillbilly Bone" | - Chris Young - "The Man I Want to Be"                    |
| Clip vidéo d'un artiste masculin         | Blake Shelton ft. Trace Adkins - "Hillbilly Bone" | - Chris Young - "The Man I Want To Be"                    |
| Clip vidéo d'une artiste féminine        | Carrie Underwood - "Cowboy Casanova"              | - Gretchen Wilson - "Work Hard, Play Harder"              |
| Clip vidéo d'un duo ou groupe            | Lady Antebellum - "Need You Now"                  | - Zac Brown Band - "Highway 20 Ride"                      |
| Clip vidéo d'une révélation              | Easton Corbin - "A Little More Country Than That" | - The Band Perry - "If I Die Young"                       |